# Jockey's Road
『Jockey's Road』（ジョッキーズロード）は、2002年10月10日にXbox向けにマイクロソフトから発売したジョッキーRPG。制作はプログレス（現・アイビープログレス）。

## 登場人物
木杉 拓馬
声 - 鈴木正和
本作の主人公。競馬学校を卒業したばかりの新人ジョッキー。
高野 栄
拓馬の同窓生のライバル。
広原 みずえ
声 - 大塚麻恵
神谷 ひかる
声 - 雛野まよ
伊奈 みどり
声 - 新谷さや香
高野栄の婚約者。
能登 正人
声 - 秋元羊介
西 耕次
矢ヶ崎 満